# Malayaketu
Malayaketu fou un rei d'un regne del Panjab situat entre els rius Jhelum i el Chenab (grec: Hydaspes i Acesines) i amb uns dominis que s'estenien fins al Hyphasis. La seva capital pot haver estat situada prop de l'actual ciutat de Lahore. Fou el net del germà de Poros d'Hidaspes, el rei que es va enfrontar amb Alexandre el Gran a la batalla del riu Hidaspes.